# Shelfordia ingentiseta
Shelfordia ingentiseta är en stekelart som först beskrevs av Günther Enderlein 1920.  Shelfordia ingentiseta ingår i släktet Shelfordia och familjen bracksteklar. Inga underarter finns listade i Catalogue of Life.